# امداد خودرو

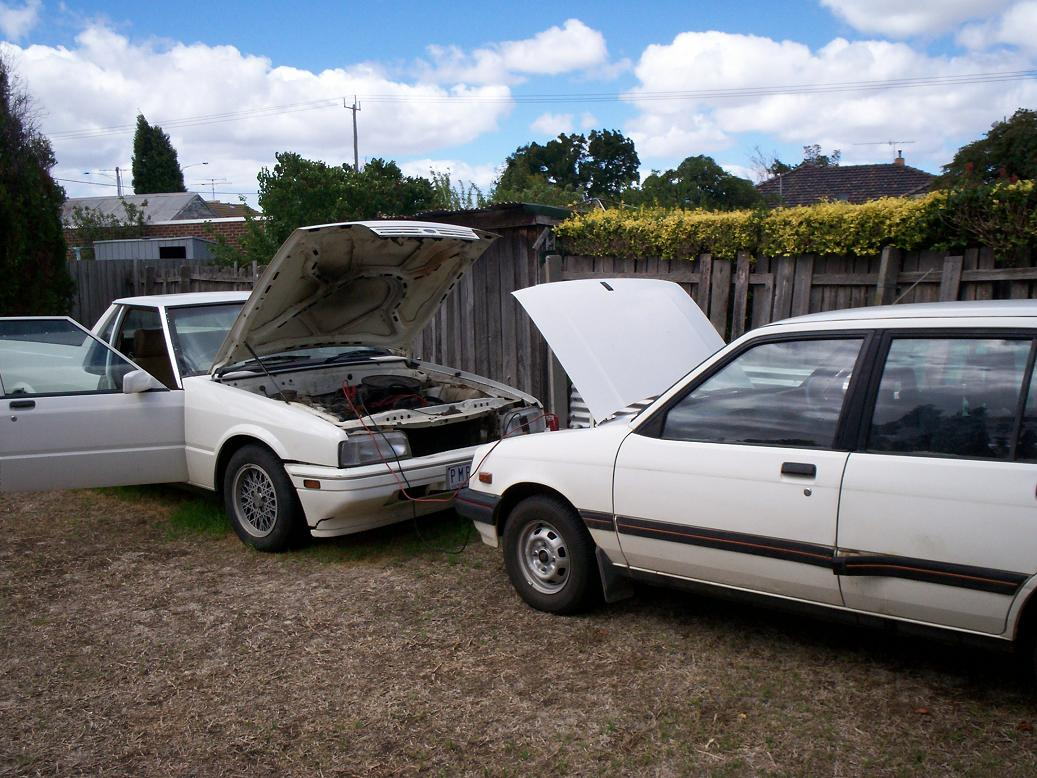
باتری به باتری

امداد خودرو خدمات یدک‌کش برای خودروهای خراب و در مسیر مانده‌است. شرکت‌های امداد خودرویی در سراسر کشور آمادهٔ خدمات رسانی به خودروهای خود می‌باشند و هر شرکت برای خودرو تولیدی خود خدمات گارانتی قرار داده که خدمات امداد خودرو یکی از این خدمات می‌باشد.

## تاریخچه
رانندگان اولیه اغلب قادر به انجام تعمیرات جزئی بودند، اما با پیچیده‌تر شدن خودروها، انجام تعمیرات خودرو دشوارتر شد. برخی از باشگاه‌های محلی اولیه اتومبیلرانی سعی کردند با تشویق اعضای خود به کمک به یکدیگر از آنها حمایت کنند. چرخش از اعضایی که به سایر اعضا کمک می‌کردند حفظ می‌شد و در برخی موارد، پول نقد کنار گذاشته می‌شد تا در صورت نیاز یک کامیون یدک‌کش را اجاره کنند. 

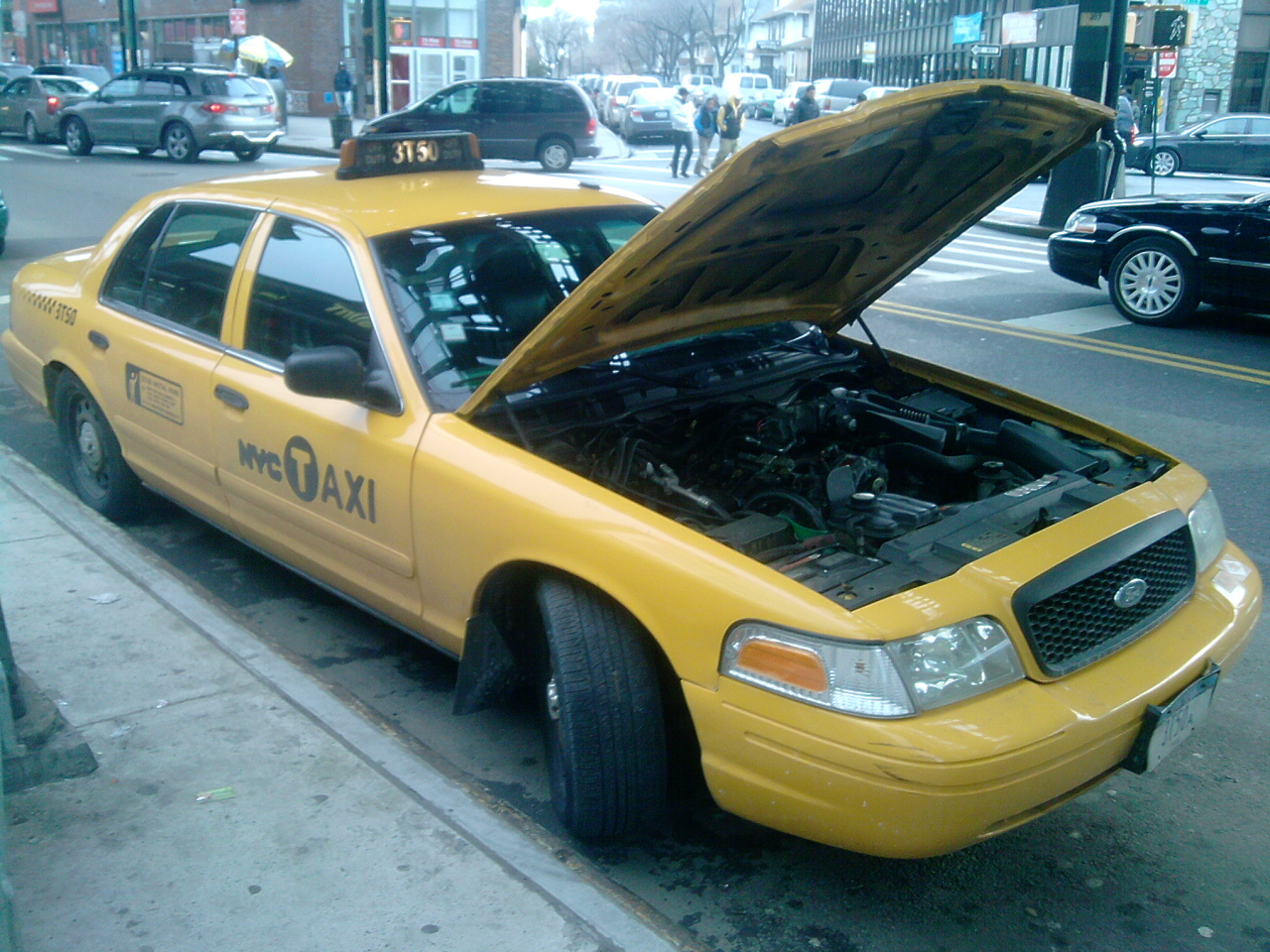
تاکسی نیویورک سیتی، خودرو از کار افتاده

در بریتانیا، RAC (یکی از همکاران سابق باشگاه اتومبیل سلطنتی) و انجمن اتومبیل (AA) (تشکیل شده در سال ۱۹۰۵) خدمات تعمیر در محل و یدک‌کشی به گاراژ محلی یا خانه راننده در صورت نزدیکی (معمولاً ۲۰ مایل) را به اعضای خود ارائه می‌داد.

## ادغام فناوری و امداد خودرو

### اپلیکیشن‌های موبایل و ردیابی لحظه‌ای
یکی از بزرگ‌ترین پیشرفت‌ها در امداد جاده‌ای، به‌کارگیری فناوری موبایل است. شرکت‌ها اپلیکیشن‌های کاربرپسندی را توسعه می‌دهند که به رانندگان اجازه می‌دهد تنها با چند لمس روی گوشی خود، درخواست کمک کنند. این برنامه‌ها معمولاً دارای قابلیت ردیابی لحظه‌ای هستند که مانند خدمات تاکسی اینترنتی (مانند Uber یا Lyft) به مشتری امکان می‌دهد رسیدن امدادگر را در لحظه پیگیری کند. این شفافیت باعث افزایش اعتماد و رضایت مشتری با کاهش اضطراب در شرایط بحرانی می‌شود.

### هوش مصنوعی و چت‌بات‌ها
هوش مصنوعی با بهبود تعاملات خدمات مشتری نقش مهمی ایفا می‌کند. چت‌بات‌های مجهز به هوش مصنوعی می‌توانند پرسش‌های اولیه مشتری را پاسخ دهند، اطلاعات ضروری را جمع‌آوری کنند و راهنمایی‌ها یا راه‌حل‌های فوری ارائه دهند. این کار علاوه بر تسریع روند خدمات‌رسانی، نیروی انسانی را برای رسیدگی به مسائل پیچیده‌تر آزاد می‌کند.

## دسترس
شرکت‌های بیمه خودرو یا سازنده خودرو مثل امداد خودرو سایپا، انجمن اتومبیل آمریکا خدمات را می‌توانند ارائه کنند.

## ایالات متحده
دولت مجانی خدمات گشت آزادراه را به خودروها می‌دهد.